# طريقة السيميائية
في السيميائية، والطريقة هي الطريقة مختصة في من المعلومات هو أن تكون المشفرة لعرضها أمام البشر، أي نوع من علامة ووضع المسند الواقع أو التي يرغب بها علامة، والنص، أو النوع. وحيث أنه يرتبط بشكل وثيق مع السيميائية لتشارلز بيرس (1839–1914) من فرديناند دي سوسور (1857–1913) لأن المعنى يُنظر إليه على أنه تأثير لمجموعة من الأشارات. و في نموذج Peircean، تتم الإشارة إلى كائن عندما يتم فهم العلامة (أو الممثل ) بطريقة دائمة عن طريق علامة أخرى (والتي تصبح مترجمة لها)، وهو مفهوم للمحتوى الذي يظهر في الحقيقة على تصنيف لأنواع العلامات.

## مناقشة نوع الإشارة
اقترح نفسية الإدراك إلى ظهور النظام المعرفي مشترك يعامل جميع أو جزء المعاني المنقولة بشكل حسي بنفس الطريقة. [بحاجة لمصدر] و كان يجب أن تكون جميع الأشارات أيضًا أهدافًا للإدراك، فهناك كل سبب للاعتقاد بأن طريقة عملها ستحدد جزءًا على الأقل من طبيعتها. وبالتالي، فإن الأساليب الحسية ستكون مرئية، سمعية، لمسية، حاسة الشم، ذوقي، حركي، إلخ. تتضمن السجل أصناف اللافتات: الكتابة، الرمز، الفهرس، الصورة، الخريطة، الرسم البياني، الرسم التخطيطي، إلخ. و يمكن أن تكون بعض تركيبات من الأشارات المتعددة الوسائط، أي صنف يختلف من الأشارات مجمعة معًا من أجل التأثير. ولكن يجب توضيح التمييز بين الوسيط والطريقة:
- الصورة والنص هو وسيلة لعرض طريقة اللغة الطبيعية.سيلة وشكل؛
- الموسيقى طريقة لوسائل الإعلام السمعية والغير مرئية.

ولهذا، فإن الطريقة تشير إلى صنف معين من المعلومات و / أو ترتيب التمثيل الذي يتم فيه تخزين المعلومات. الوسط هو الوسيلة التي يتم من خلالها إرسال هذه البيانات إلى حواس المترجم. اللغة الطبيعية هي الطريقة الأساسية، ولها الكثير من المزايا الثابتة عبر الوسائط السمعية كلغة منطوقة، وسائط مرئية كلغة مكتوبة، ووسائط ملموسة مثل برايل، ووسائط حركية كلغة إشارة . وعندما ينقل المعنى من خلال اللغة المتحدثة، يتحويله إلى ذبذبات صوتية تنشرها السماعة ويتم تلقيها من خلال آذان الآخرين. رغم هذا، لا يمكن فصل هذا الحافز عن الدليل المرئي لطريقة المتحدث وإيماءاته، و الأدراك العام بالموقع المادي وأهميته الدلالة المحتملة. أيضا، لا يمكن فصل مفهوم الموجود في شكل مرئي عن الأيقونية والنتائج المترتبة على الصورة. إذا كانت الكتابة بخط اليد، فهل الكتابة الثابتة أم أنها تدل على العاطفة في طريقة كتابته. ما هو نوع الورق المستخدم، ما هو نوع الحبر الملون، وما هونوع أدوات الكتابة: كل هذه الأسئلة لها صلة بتفسير أهمية ما يتم تمثيله. لكن الصور يمكن تمييزها عن اللغة الطبيعية. بالنسبة إلى Roland Barthes (1915–1980)، فإن وظائف اللغة ذات معاني محددة نسبيًا بينما الصور لا تقول شيئًا. ومع ذلك، هناك خطاب لترتيب الأجزاء التي تعني، وصيغة ناشئة، إن لم يكن مقبولة بشكل عام، في بناء الجملة الذي يتبنى أجزائها ويربطهم في وحدة متكاملة فعالة. فسر البلاغة السيد توماس روستك الخطاب «بأنه استخدام اللغة والأنظمة الأشارات الأخرى لفهم تجاربنا، وبناء تجارب الشخصية والجماعية، وتصنع المعنى، والفعل السريع في العالم».